# 二氧化氙
二氧化氙是一种由氙和氧形成的无机化合物，化学式为XeO2，它于2011年首次合成。制备方法是在0 °C时使四氟化氙与2 mol/L的稀硫酸发生水解反应。

## 结构
它具有无限延伸的链状或网状结构，其中氙和氧的配位数分别是4和2。它的空间构型是平面正方形，与价层电子对互斥理论关于4对成键电子和2对孤对电子的分子的预测相符（即VSEPR理论中的AX4E2符号）。
在真正合成该化合物的十多年前，就有理论计算说明了该物质能够存在。但他们认为该物质是以单分子而非聚合物形式存在的。

## 性质
二氧化氙是一种橙黄色固体。它是一种不稳定的化合物，迅速歧化成三氧化氙和氙气，此反应半衰期仅有大约两分钟。它的结构可以在-78°C下通过拉曼光谱测定，以防止在获取光谱数据前样品就已分解。